# Płytkowce
Płytkowce, pająki płytkowe (Entelegynae) – klad pająków z infrarzędu pająków wyższych.

## Morfologia

Schemat podstawowego planu budowy systemu płciowego samicy u Entelegynae

W pierwotnym planie budowy u samic pająków występuje pojedynczy otwór służący kopulacji i składaniu jaj. W linii ewolucyjnej Entelegynae nastąpiło wykształcenie się trzech osobnych otworów – dwóch otworów kopulacyjnych i owiporu. Nasienie trafia z otworów kopulacyjnych przewodami kopulacyjnymi do spermatek, gdzie jest przechowywane, a celem zapłodnienia samica przekazuje je kanałami zapłodnieniowymi do jaj w trakcie ich składania. W systemie tym nasienie nie cofa się, dzięki czemu jaja zapładniane są najpierw jego najwcześniej przekazanym pakietem. U większości przedstawicieli płytkowców okolica otworów kopulacyjnych jest zesklerotyzowana w formie płytki płciowej (łac. epigynum, epigyne), często z wyrostkami, rowkami, jamkami i innymi strukturami wspomagającymi ustawianie się bulbusa samca w trakcie kopulacji. Ewolucja płytki płciowej związana jest także z ewolucją przeciętnie bardziej skomplikowanych niż u bezpłytkowców narządów kopulacyjnych u samców. Wśród samców płytkowców nastąpił zanik umięśnienia bulbusa, a jego ruchy i zmiana kształtu sterowane są za pośrednictwem ciśnienia hemolimfatycznego.
Płytka płciowa, jak i odrębność trzech otworów wielokrotnie zanikła wtórnie w niektórych liniach ewolucyjnych płytkowców, np. wśród kwadratnikowatych czy niektórych Anapidae i koliściakowatych. Ponadto omawiana cecha wykształciła się niezależnie w jednej z linii ewolucyjnych nasosznikowatych.

## Taksonomia
Klad ten jest powszechnie rozpoznawany. Monofiletyzm płytkowców, oprócz licznych analizm morfologicznych, potwierdzają także wyniki molekularnych analiz filogenetycznych m.in. Garrison i innych z 2016 roku, Fernández i innych z 2018 roku, Wheelera i innych z 2017 roku, Kallala i innych z 2020 roku oraz Ramíreza i innych z 2021 roku.
Do kladu tego zalicza się rodziny:

- Agelenidae – lejkowcowate
- Araneidae – krzyżakowate
- Arkyidae
- Amaurobiidae – sidliszowate
- Anyphaenidae – motaczowate
- Cheiracanthiidae – zbrojnikowate
- Cithaeronidae
- Clubionidae – aksamitnikowate
- Corinnidae
- Cryptothelidae
- Ctenidae
- Cybaeidae – topikowate
- Cycloctenidae
- Deinopidae
- Desidae
- Dictynidae – ciemieńcowate
- Eresidae – poskoczowate
- Gallieniellidae
- Gnaphosidae – worczakowate
- Hahniidae
- Hersiliidae
- Homalonychidae
- Lamponidae
- Liocranidae – obniżowate
- Linyphiidae – osnuwikowate
- Lycosidae – pogońcowate
- Malkaridae
- Megadictynidae
- Mimetidae – naśladownikowate
- Miturgidae – trawnikowcowate
- Mysmenidae
- Nephilidae[13] – prządkowate
- Nesticidae – tkańcowate
- Nicodamidae
- Oecobiidae – płachtowcowate
- Oxyopidae – śpiesznikowate
- Paraplectanoididae[13]
- Penestomidae
- Philodromidae – ślizgunowate
- Phonognathidae[13]
- Phrurolithidae
- Physoglenidae
- Phyxelididae
- Pimoidae
- Pisauridae – darownikowate
- Prodidomidae
- Psechridae
- Salticidae – skakunowate
- Selenopidae
- Senoculidae
- Sparassidae – spachaczowate
- Stiphidiidae
- Symphytognathidae
- Synaphridae
- Synotaxidae
- Tetragnathidae – kwadratnikowate
- Theridiidae – omatnikowate
- Theridiosomatidae – klejnotnikowate
- Thomisidae – ukośnikowate
- Titanoecidae
- Toxopidae
- Trachelidae
- Trachycosmidae[14]
- Trechaleidae
- Trochanteriidae
- Uloboridae – koliściakowate
- Udubidae
- Viridasiidae
- Xenoctenidae
- Zodariidae – lenikowate
- Zoropsidae